# Neue Osnabrücker Zeitung
Die Neue Osnabrücker Zeitung (Neue OZ, NOZ) ist eine regionale Tageszeitung für das Gebiet um die Stadt Osnabrück, für das Emsland und weitere Regionen. Sie erscheint in einigen Bereichen mit weitgehend identischem Mantelteil und ortsbezogenem Namen (z. B. Lingener Tagespost/Meppener Tagespost oder – in Papenburg – Ems-Zeitung). Bei solchen Titeln handelt es sich somit um Kopfblätter. Die verkaufte Auflage der Gesamtausgabe beträgt 115.905 Exemplare, ein Minus von 35,3 Prozent seit 1998. Die Auflage als publizistische Einheit beträgt rund 200.000 Exemplare. Das Blatt erscheint im Verlag Neue Osnabrücker Zeitung.

## Geschichte
Die Neue Osnabrücker Zeitung entstand 1967 durch Fusion der beiden Osnabrücker Tageszeitungen Osnabrücker Tageblatt (OT), Verlag Meinders & Elstermann, und Neue Tagespost (NT), Druck- und Verlagshaus Fromm. Zu den Vorgängerzeitungen zählt die Osnabrücker Volkszeitung, deren Chefredakteur und Verleger Antonius Fromm war. 2016 übernahm die NOZ MEDIEN die medienholding:nord (mh:n) und fusionierte zur Mediengruppe NOZ/mh:n MEDIEN.

### Redaktion
Die Redaktion der Neuen Osnabrücker Zeitung (NOZ) steht seit der Fusion von NOZ MEDIEN und mh:n MEDIEN eng mit den Redaktionen des Schleswig-Holsteinischen Zeitungsverlags und des A. Beig Verlags im Austausch. 2017 gründeten sie eine Gemeinschaftsredaktion. Sie gehören zur Unternehmensgruppe NOZ/mh:n MEDIEN und haben die gleichen Gesellschafter. Im Verbund erstellen etwa 350 Redakteure in 32 Lokalredaktionen Mantel- und Lokalnachrichten für die Print- und Digitalausgaben. Seit Mai 2025 führt die Gemeinschaftsredaktion eine zentrale Chefredaktion. Dazu gehören Burkhard Ewert, Louisa Riepe, Jan Frederick Schönstedt und Gerrit Mathiesen. Die Mantelredaktion der Gemeinschaftsredaktion verantwortet Burkhard Ewert. Sie beliefert unter anderem OM Medien, die Kölnische Rundschau, MOPO Hamburg und die SV Gruppe, zu der Schwäbisch Media und die Nordkurier Mediengruppe gehören.
Im September 2023 erhielt die Neue Osnabrücker Zeitung für die veröffentlichte Kolumne von Burkhard Ewert mit dem Titel „Krieg in der Ukraine: Zum Glück gibt es ‚Telegram‘“ eine Rüge des Presserats für die ungeprüfte Übernahme von Telegram-Meldungen. Der Beschwerdeausschuss erkannte einen massiven Sorgfaltsverstoß nach Ziffer 2 des Pressekodex.
Die taz und Übermedien kritisieren im Oktober 2024 den Umgang der Neuen Osnabrücker Zeitung und des Onlinemagazins Multipolar mit einer gemeinsam vorgelegten und von der Neuen Osnabrücker Zeitung beauftragten repräsentativen Forsa-Umfrage zur Coronavirus-Impfung. Das als verschwörungstheoretisches Alternativmedium eingeordnete Magazin schreibt unter seinem Artikel zur Umfrage, Burkhard Ewert sei zur Zusammenarbeit bereit gewesen.
Die taz sah im März 2025 bei der NOZ „rechte Narrative, immer größere Putin-Nähe und Verschwörungserzählungen“.
2024 waren Redakteure der Mantelredaktion für den Theodor-Wolff-Preis nominiert.

## Auflage und Verbreitung

### Hauptausgabe

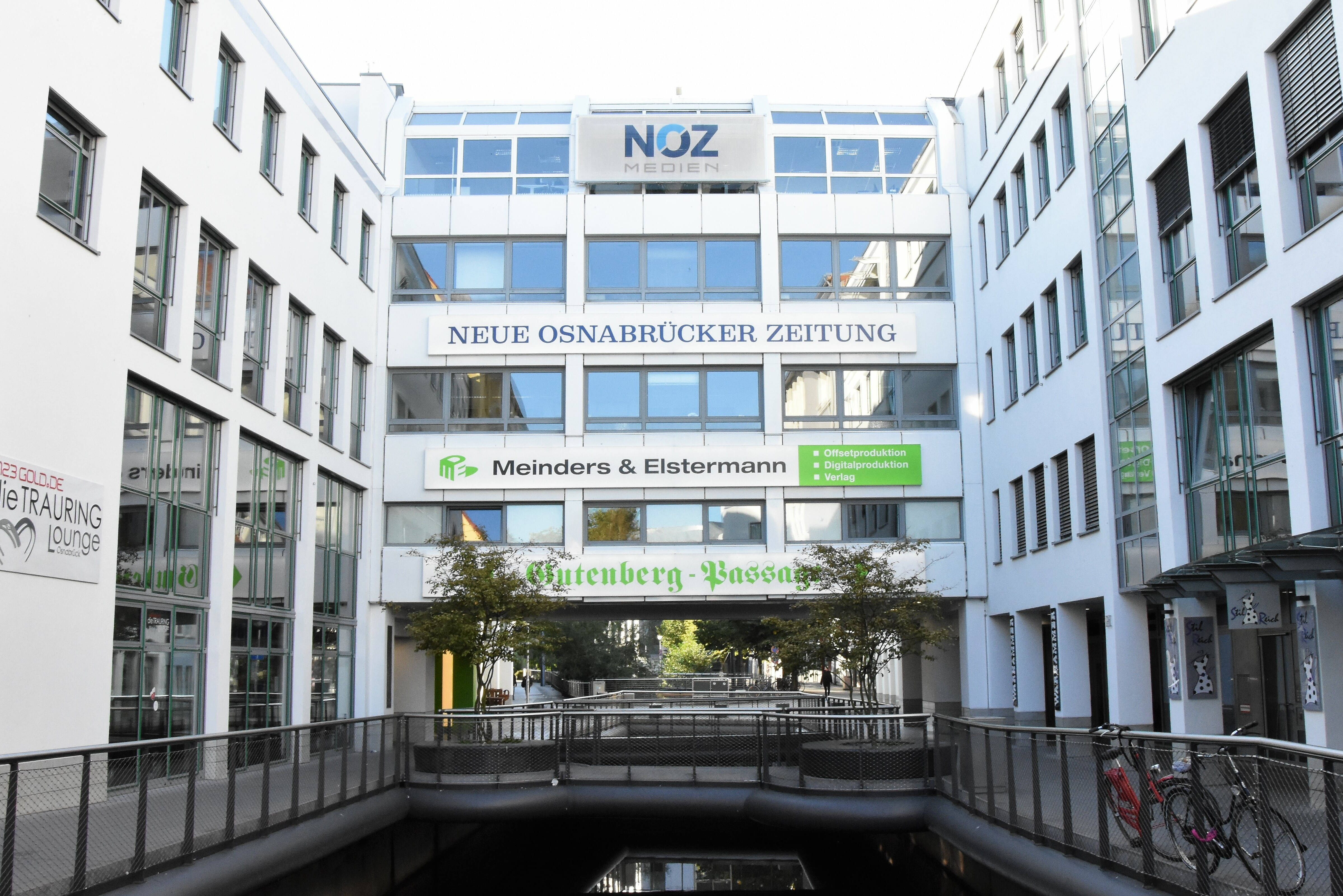
Das Gebäude des Verlags Meinders und Elstermann in Osnabrück

Die Neue Osnabrücker Zeitung hat wie die meisten deutschen Tageszeitungen in den vergangenen Jahren an Auflage eingebüßt. Die verkaufte Auflage ist in den vergangenen 10 Jahren um durchschnittlich 2,9 % pro Jahr gesunken. Im vergangenen Jahr hat sie um 12,1 % abgenommen. Dennoch fällt der Auflagenverlust im Branchenvergleich noch moderat aus. Die Hauptausgabe erreicht eine verkaufte Auflage von 46.149 Exemplaren. Der Anteil der Abonnements an der verkauften Auflage liegt bei 94,6 Prozent.
| 1998  | 1999  | 2000  | 2001  | 2002  | 2003  | 2004  | 2005  | 2006  | 2007  | 2008  | 2009  | 2010  | 2011  | 2012  | 2013  | 2014  | 2015  | 2016  | 2017  | 2018  | 2019  | 2020  | 2021  | 2022  | 2023  | 2024  |
| ----- | ----- | ----- | ----- | ----- | ----- | ----- | ----- | ----- | ----- | ----- | ----- | ----- | ----- | ----- | ----- | ----- | ----- | ----- | ----- | ----- | ----- | ----- | ----- | ----- | ----- | ----- |
| 77355 | 77398 | 76537 | 76594 | 75335 | 74957 | 73889 | 72980 | 70962 | 69907 | 68511 | 67344 | 66126 | 64296 | 64579 | 64543 | 63878 | 64869 | 63879 | 63095 | 62613 | 61715 | 61252 | 60748 | 59337 | 54164 | 47587 |

### Gesamtausgabe
Zusammen mit ihren Regionalausgaben gehört die Neue OZ zu den größten Regionalzeitungen Deutschlands und erreicht 354.000 Leser (MA 2018). Gemeinsam mit den Partnermedien Grafschafter Nachrichten, der Kreiszeitung Syke, der Rheiderland-Zeitung und der Oldenburgischen Volkszeitung erreicht der Verlag der Neuen OZ als führender Verlag innerhalb der Zeitungsgruppe Südwest-Niedersachsen werktäglich 584.000 Leser (MA 2018).
Von der Neuen Osnabrücker Zeitung erscheinen montags bis samstags acht Regionalausgaben:
| Ausgabe                                                | Auflage |
| ------------------------------------------------------ | ------- |
| Neue Osnabrücker Zeitung                               | 46.149  |
| Meller Kreisblatt                                      | 6689    |
| Wittlager Kreisblatt (Bad Essen, Bohmte, Ostercappeln) | 4440    |
| Bramscher Nachrichten                                  | 4702    |
| Bersenbrücker Kreisblatt                               | 9842    |
| Lingener Tagespost                                     | 16.227  |
| Meppener Tagespost                                     | 15.171  |
| Ems-Zeitung (Papenburg)                                | 12.685  |

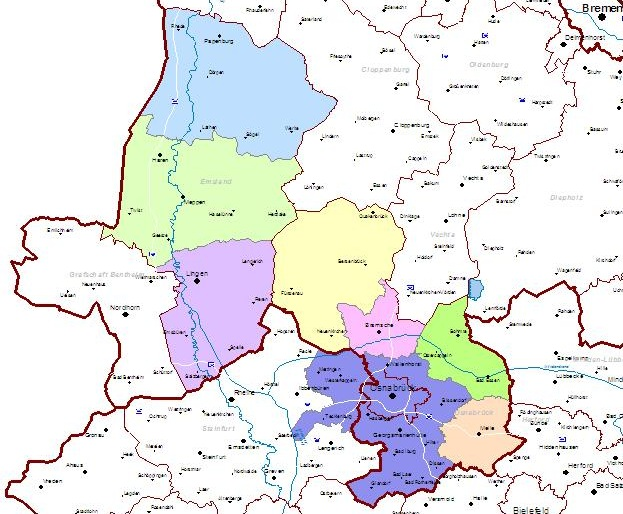
Verbreitungsgebiet der Neuen OZ und ihrer Regionalausgaben

Das Hauptprodukt gliedert sich nochmal in sechs Lokalausgaben: Stadt Osnabrück; Wallenhorst; Nord (Belm, Bissendorf); Mitte (Hasbergen, Hagen); Süd (Georgsmarienhütte, Bad Rothenfelde, Bad Iburg, Bad Laer, Glandorf, Hilter) und West (Lotte, Ibbenbüren, Westerkappeln, Tecklenburg).
Die Neue Osnabrücker Zeitung gehört zu den am meisten zitierten Tageszeitungen Deutschlands, ihre Kommentare, Interviews und Nachrichten werden häufig von anderen Medien aufgegriffen. Dadurch ist die Zeitung auch überregional bekannt.
Seit dem 1. Januar 2015 ist NOZ MEDIEN durch die neu gegründete Verlagsgesellschaft DK Medien mehrheitlich am Delmenhorster Kreisblatt beteiligt, das den Mantel seither aus Osnabrück bezieht. Gemeinsam mit der verkauften Auflage des Delmenhorster Kreisblatts in Höhe von 10.485 Exemplaren erreichen die Tageszeitungen aus dem Hause NOZ MEDIEN mit mehr als 170.000 Exemplaren rund 400.000 Leser.
Die Gemeinschaftsredaktion der Mediengruppe mit der Osnabrücker Mantelkernredaktion der NOZ beliefert gruppenzugehörige Titel und externe Kunden wie z. B. den Schleswig-Holsteinischen Zeitungsverlag (sh:z), die Schweriner Volkszeitung, die Zeitungsgruppe Münsterland (u. a. Westfälischen Nachrichten), die Redaktionsgemeinschaft Nordsee (u. a. Nordsee-Zeitung, Bremerhaven), das Westfalen-Blatt (Bielefeld) und die Ostfriesischen Nachrichten (Aurich) mit überregionalen Inhalten aus Politik, Wirtschaft und Kultur bis hin zu vollständigen Mantelteilen. Das Berliner Büro schreibt für Zeitungen mit einer Auflage von rund 1 Million. Auch das NOZ-Büro in Hannover beliefert mehrere weitere Zeitungen mit landespolitischer Berichterstattung aus Niedersachsen.

## Digitale Produkte
Das Internet-Angebot der Zeitung besteht seit 2000 und wurde ständig ausgeweitet. Mit dem Nachrichtenportal www.noz.de erreichte NOZ MEDIEN im Januar 2021 mehr als 6,3 Mio. Nutzer (Unique User) und über 8,9 Mio. Online Visits pro Monat im gesamten Jahr 2020. Damit ist es eines der nutzerstärksten Tageszeitungsportale in Niedersachsen und bietet Informationen aus und für die Region Osnabrück und das Emsland. Seit der Einführung der digitalen Abonnement-Modelle im Januar 2014 ist die Website noz.de für Osnabrück und das Emsland kostenpflichtig.
Seit Herbst 2007 gibt es die Neue Osnabrücker Zeitung und ihre Regionalausgaben auch im Internet als ePaper. Registrierte Benutzer können somit die Originalfassung überall auf der Welt lesen. Als Erweiterung des digitalen Angebots gibt es seit März 2012 die Neue Osnabrücker Zeitung (mit ihren Regionalausgaben) als Tablet-App für das iPad, seit Mai 2014 ist diese außerdem für Android-Tablets verfügbar. Dabei gibt es neben dem Basispaket auch ein Premiumpaket. Während zum Basispaket der Zugriff auf alle noz.de – Artikel und die News App gehören, sind im Premiumpaket zusätzlich das e-paper und der Zugriff auf das Online-Archiv der Zeitung möglich – letzteres jedoch nur eingeschränkt als PDF. Zum großen Premiumpaket gehört darüber hinaus ein mobiles Gerät (Handy, Tablet, Smartwatch). Die App wird minutenaktuell aktualisiert und richtet sich vor allem an Leser zwischen 25 und 35 Jahren. Allein die Android-Version ist mehr als 50.000 Mal heruntergeladen worden. Eine Reihe von Usern verwendet die App aber auf mehreren Geräten (Handy, Tablet, Smartwatch).

## Der Verlag

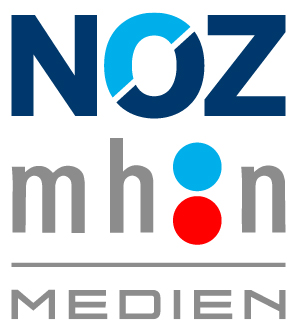
Logo von NOZ/mh:n MEDIEN

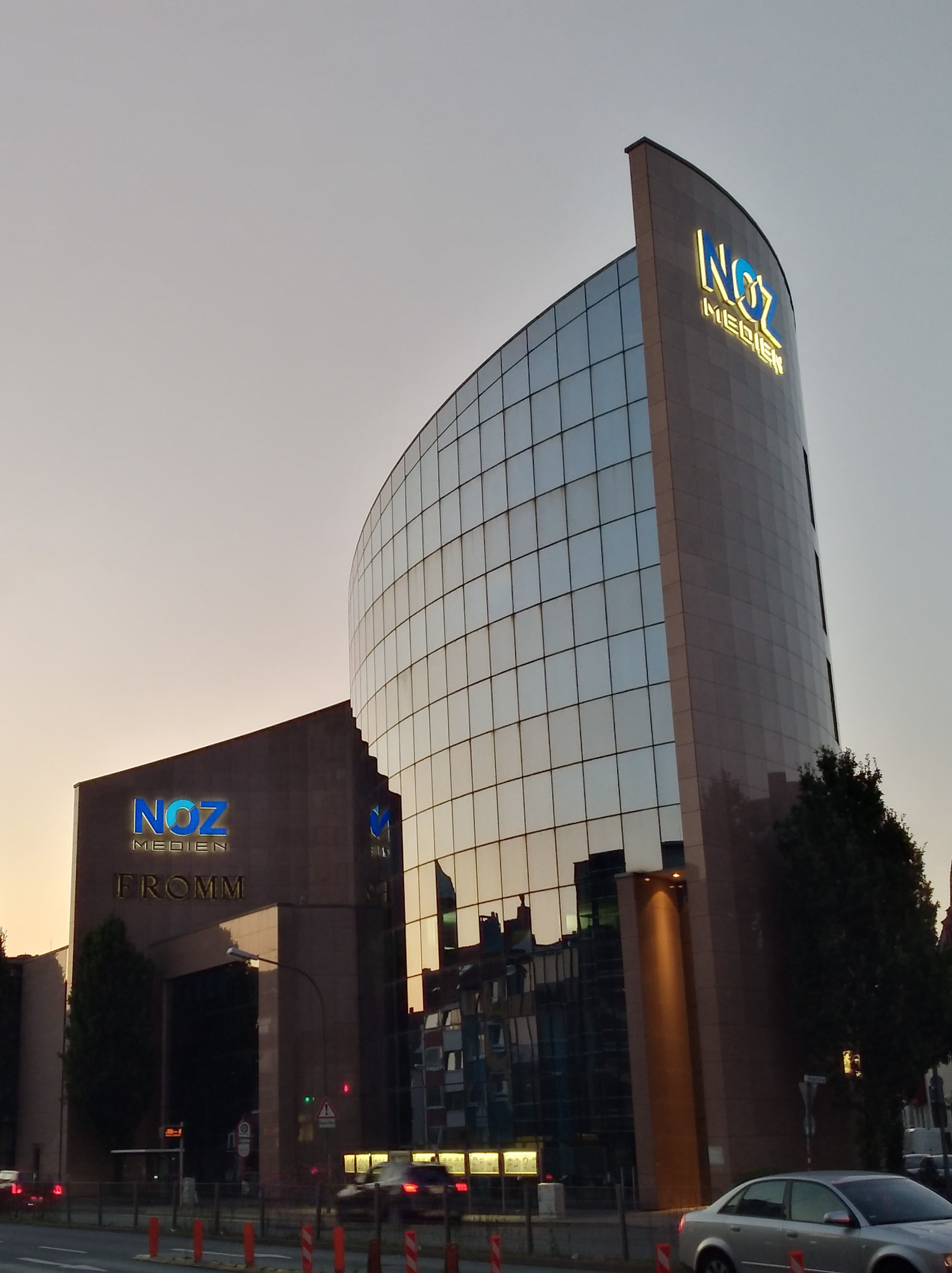
Das Verlagsgebäude von „NOZ Medien“ in Osnabrück

Der Verlag der Neuen Osnabrücker Zeitung ist im Familienbesitz und finanziell unabhängig. Geschäftsführer sind Jens Wegmann (seit Januar 2020) und Paul Wehberg (seit Juli 2023).
Der Verlag beschäftigt derzeit mehr als 1100 fest angestellte Mitarbeiter, davon mehr als 150 in der Redaktion. Im Jahr 2005 wurde für die Redaktion ein Newsdesk eingeführt.
Neben Mantelredaktion und Lokalredaktionen verfügt der Verlag über eine Verwaltung, einen Vertrieb, eine Anzeigenabteilung, eine Marketing-Abteilung sowie über die Technik mit Zeitungsvorstufe und Druck. Seit Frühjahr 2007 ist die Anzeigenannahme und der Verkauf von Anzeigen in den Stamm-Blättern und Sonderausgaben vollständig an den MSO Medien-Service GmbH & Co. KG abgegeben worden. Die Schwestergesellschaft ist ebenfalls für die digitale Vermarktung der eigenen Produkte zuständig, wohingegen die MSO Digital GmbH & Co. KG eine zugehörige Performance-Marketing-Agentur ist, die vornehmlich externe Unternehmen zu kanalübergreifenden digitalen Kampagnen berät. Gemeinsam mit dem Softwaredienstleister basecom und der Online-Marketing-Agentur netspirits bildet die MSO Digital die Grow Digital Group, die eine ganzheitliche Betreuung für das digitale Wachstum mittelständischer Unternehmen anbietet.
Im Frühjahr 2014 vereinte die Neue Osnabrücker Zeitung ihre Aktivitäten unter dem Dach NOZ MEDIEN. Unter das Dach fallen weitere Schwestergesellschaften und Beteiligungen, mit denen Spezialisierungen für unterschiedliche Themenbereiche abgebildet werden. Beispielsweise werden so die bisherigen Print-Spartenmärkte für den Onlinebereich adaptiert. Dieses Geschäftsfeld wurde insbesondere durch den Zukauf eines Online-Pferdemarktes und Gründung der ehorses GmbH & Co. KG im Juli 2011 erweitert.
Anfang 2016 hat NOZ MEDIEN die medien holding:nord gmbh (mh:n) erworben, zu deren Tochtergesellschaften der Schleswig-Holsteinischer Zeitungsverlag GmbH & Co. KG (kurz sh:z) mit Sitz in Flensburg, die A.Beig Druckerei und Verlag GmbH & Co. KG in Pinneberg sowie der Zeitungsverlag Schwerin GmbH & Co. KG in Schwerin gehören. Seitdem treten beide Firmen als Unternehmensgruppe NOZ MEDIEN und mh:n MEDIEN auf und beschäftigen insgesamt mehr als 3200 Mitarbeiter an 61 Standorten in Niedersachsen, Hamburg, Schleswig-Holstein, Mecklenburg-Vorpommern sowie Brandenburg.
2024 hat die Unternehmensgruppe NOZ/mh:n MEDIEN den Zeitungsverlag Schwerin GmbH & Co KG an den Schwäbischen Verlag (SV Gruppe) verkauft.

## Chefredakteure, Herausgeber und Verleger
Langjähriger Chefredakteur der Zeitung war von 1968 bis 2002 Franz Schmedt, von 1968 bis 1985 zunächst als Teil einer Doppelspitze mit Hans-Alois Schröter (* 18. September 1920; † 10. November 2011), später als alleiniger Chefredakteur. Auf ihn folgten zunächst eine Doppelspitze aus Ewald Gerding und Jürgen Wermser (bis Mai 2010) sowie von September 2011 bis zum Jahreswechsel 2023/24 Ralf Geisenhanslüke. Aktuell amtiert mit Burkhard Ewert und Louisa Riepe erneut eine Doppelspitze.
Herausgeber sind Werner F. Ebke und der Verleger Jan Dirk Elstermann, der 2014 seinen Vater Hermann Elstermann nach 30 Jahren in diesen Funktionen ablöste. Gründungsherausgeber der Neuen Osnabrücker Zeitung waren Leo Victor Fromm und Elisabeth Elstermann.